# Gentianella raimondiana
Gentianella raimondiana là một loài thực vật có hoa trong họ Long đởm. Loài này được (Wedd.) J.S.Pringle mô tả khoa học đầu tiên năm 1993.